# De Gouden Haspe en De Kleine Haspe

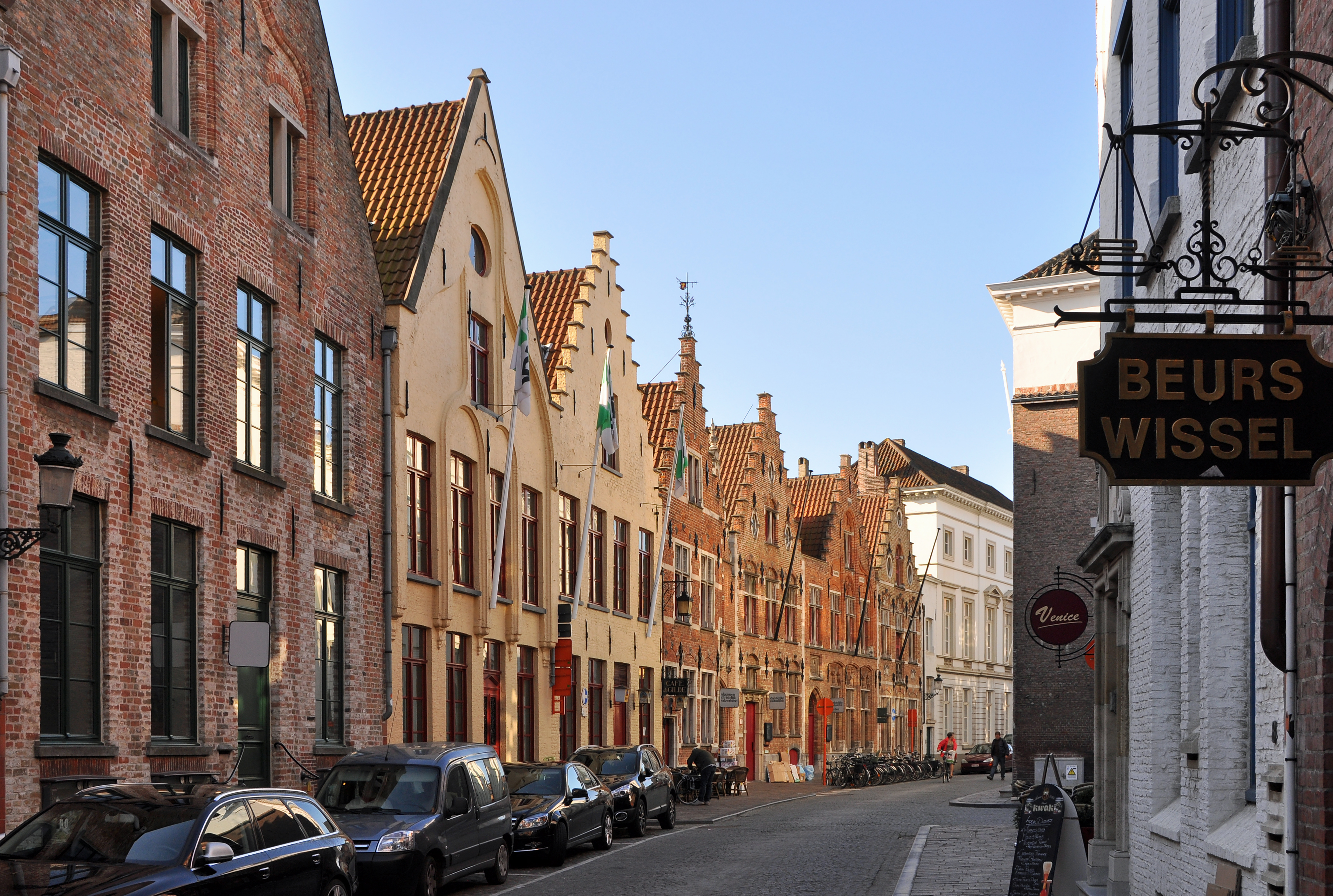
De Gouden Haspe en De Kleine Haspe, zweites und drittes Haus von links, 2011

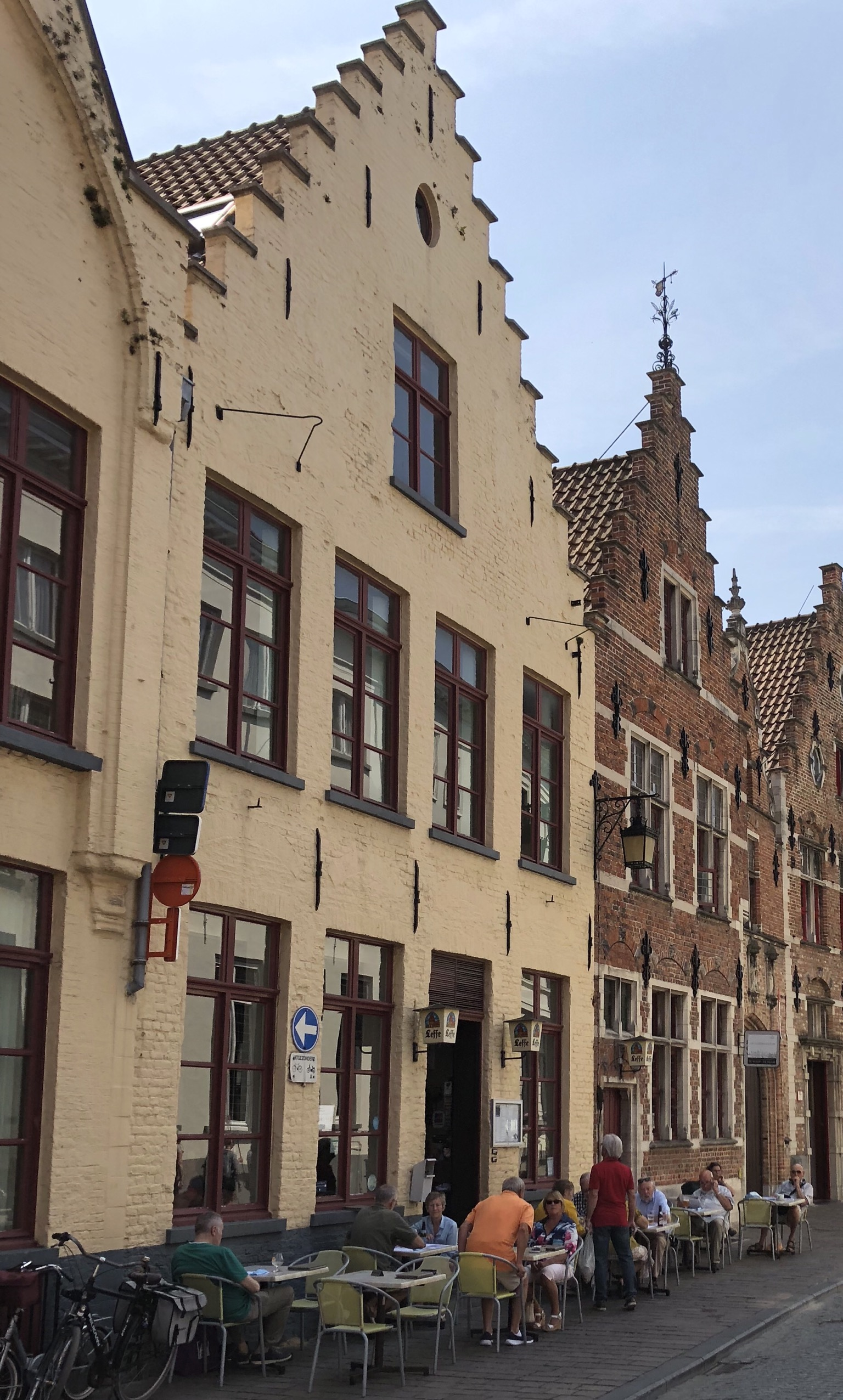
Rechte Hälfte, 2019

Das Gebäude De Gouden Haspe en De Kleine Haspe ist ein denkmalgeschütztes Haus in Brügge in Belgien.

## Lage
Das Gebäude befindet sich auf der südöstlichen Seite der Straße Oude Burg in der Altstadt von Brügge, an der Adresse Oude Burg 17. Gegenüber dem Komplex mündet die Straße Sint-Niklaasstraat ein. Südlich grenzt der gleichfalls denkmalgeschützte Gebäudekomplex Oude Burg 17–19 an.

## Architektur und Geschichte
Der Gebäudekomplex besteht aus den zwei giebelständig zur Straße angeordneten Häusern De Gouden Haspe und De Kleine Haspe. Die zweigeschossigen Häuser gehen in ihrem Kern bis auf das 16. Jahrhundert zurück. Im 19. Jahrhundert erfolgten Umbauten. Die straßenseitigen Fassaden sind jeweils vierachsig ausgeführt. In beiden Giebeln ist ein Okuli angeordnet. Die Fassade des linken Gebäudes ist von profilierten, auf Konsolen ruhenden Bögen geprägt. Der Giebel des rechten Hauses ist als Stufengiebel ausgeführt. Die Häuser werden von Satteldächern bedeckt, die mit flämischen Ziegeln eingedeckt sind.
Das Gebäude wird seit dem 14. September 2009 als architektonisches Erbe geführt. In den Häusern sind Büros der belgischen Gewerkschaft Algemeen Christelijk Vakverbond untergebracht (Stand 2020).